# 15321 Donnadean
15321 Donnadean è un asteroide della fascia principale. Scoperto nel 1993, presenta un'orbita caratterizzata da un semiasse maggiore pari a 2,3420193 UA e da un'eccentricità di 0,2717364, inclinata di 24,01821° rispetto all'eclittica.